# Leonardo Santana da Silva
Leonardo Santana da Silva, noto semplicemente come Léo Santana (Juiz de Fora, 27 marzo 1988), è un giocatore di calcio a 5 brasiliano.

## Carriera
Di ruolo centrale, tra il 2009 e il 2013 gioca nel Qairat, laureandosi campione d'Europa nell'ultima stagione. Dopo quattro anni al Sibirjak, nell'estate  2017 viene acquistato dal Barcellona.

## Palmarès

### Competizioni nazionali
- Campionato spagnolo: 1
Barcellona: 2018-19
- Campionato kazako: 4
Kairat: 2009-10, 2010-11, 2011-12, 2012-13
- Coppa di Spagna: 1
Barcellona: 2018-19
- Coppa del Kazakistan: 2
Kairat: 2009-10, 2012-13
- Coppa del Re: 2
Barcellona: 2017-18, 2018-19
- Supercoppa kazaka: 1
Kairat: 2012

### Competizioni internazionali
- Coppa UEFA: 1
Kairat: 2012-13